# Aldenhoven
Aldenhoven est une commune dans le district de Cologne et l'arrondissement de Düren en Rhénanie-du-Nord-Westphalie (Allemagne). Avant le 1er janvier 1972, elle appartenait à l'arrondissement de Juliers

## Géographie

### Géologie
L'endroit a donné son nom au plateau d'Aldenhoven (hauteur d'environ 100 mètres), qui se trouve en bordure des campagnes ouvertes de  Juliers, et est limitée par les vallées des rivières  Ruhr, Inde, et Wurm.
La terre de lœss féconde recouvre les pierrailles de la terrasse primaire.

### Emplacement
Aldenhoven est situé dans le triangle d'Aix-la-Chapelle, Cologne, Dusseldorf, directement sur la BAB 44.
Elle se trouve à 22 km à l'Est du centre de Heerlen, à 48 km à l'Ouest du centre de Cologne, à 14 km au Nord de Stolberg (ville minière et industrielle importante dans l'Histoire).

### Communes voisines
Les communes voisines, en commençant au nord et dans le sens des aiguilles d'une montre  Linnich, Juliers, Inden, Eschweiler, Alsdorf, Baesweiler

## Armoiries
Après l'entrée en vigueur de la nouvelle structure communale, le Conseil municipal a décidé de lui-même, le 10 août 1972, la reconduction des armes de l'ancien Office lui-même en tant que nouveau blason communal. Avec l'acte officiel du Président du 8 février 1973, les armoiries sont devenues celles de la nouvelle commune.
Les armoiries sont blasonnées comme suit : « Partager, dans le haut or (jaune) un lys bleu, noir dans le bas une croix d'or (jaune) dans une couronne de laurier argent (blanche) ».
Alternativement, dans la langue héraldique, les armoiries sont blasonnées comme ceci : Coupé d'or et de sable: au premier, à une fleur de lys d'azur ; au second, à une croix d'or dans une couronne de laurier d'argent.
Le blason héraldique est une composition des armoiries de l'ancienne municipalité autonome elle-même d'Aldenhoven, Siersdorf et Freialdenhoven. l'ancien blason Aldenhoven montrait déjà dans la demi zone bleue du haut un lys or. Dès les plus anciens blasons d'Aldenhoven, il y avait deux étoiles et deux lys en tant que symbole de Marie, la mère de Dieu.
En dessous, nous voyons, sur fond noir, une couronne de laurier en argent aux armes de l'ancienne commune de Siersdorf qui est l'emblème d'une commanderie de l'ordre Teutonique de la fin du XIIIe siècle.
À l'intérieur de la couronne de laurier, une croix or est le sceau de la justice de Freialdenhoven et le symbole d'une juridiction libre de cette époque-là.

## Regroupement communal
les lieux et hameaux suivant composent à la municipalité d'Aldenhoven
- Aldenhoven avec Pützdorf
- Dürboslar
- Engelsdorf
- Freialdenhoven
- nouveau Pattern
- Niedermerz avec Weiler Hausen et Weiler Langweiler
- Schleiden
- Siersdorf

### Quartiers disparus
Le quartier Obermerz a été détruit pendant la Seconde Guerre mondiale, et a été rasé à l'excavatrice. Dans les années 1970, apparu le quartier Langweiler et dans les années 1980 le quartier Pattern incarnait l'avenir à cause de l'exploitation à ciel ouvert de lignite.

## Jumelage
- France : Albert dans la Somme en Picardie depuis 1981 à environ 300 km

## Histoire
| Appartenances historiques Comté de Juliers IXe siècle-1336 Margraviat de Juliers 1336-1356 Duché de Juliers 1356-1797 République cisrhénane (Roer) 1797-1802 République française (Roer) 1802-1804 Empire français (Roer) 1804-1813 Royaume de Prusse (Province de Juliers-Clèves-Berg) 1815-1822 Royaume de Prusse (Province de Rhénanie) 1822-1918 République de Weimar 1918-1933 Reich allemand 1933-1945 Allemagne occupée 1945-1949 Allemagne 1949-présent |

Sur le territoire de la commune d'Aldenhoven se trouvaient un certain nombre de colonies de peuplement néolithiques, entre autres, des colonies de la Civilisation rubanée dans  les hameaux 2, 8 et 9 de Langweiler.
Les vestiges de l'époque romaine sont ceux d'une conduite d'alimentation en eau (aqueduc) souterrain, invisible de la surface, et interdite à la visite.

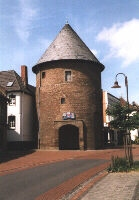
Ancienne Tour

La première mention du lieu se trouve dans un document du 11 août 922 : l'archevêque Hermann Ier de Cologne y donne une fondation (créée selon la légende par Ursula de Cologne) aux religieuses de Gerresheim (aujourd'hui un arrondissement de Dusseldorf). Ce document  contient notamment un descriptif du terrain alentour.
Au XVe siècle sont bâties des fortifications autour de la ville, il en reste la "vieille tour".
La ville est depuis 1654 un lieu de pèlerinage à Marie, à la suite de la vénération d'une icône miraculeuse. Un monastère capucin fut construit en 1661 pour accueillir les pèlerins.
Le 1er mars 1793, aux alentours de la ville, les révolutionnaires français sont battus par les troupes autrichiennes du maréchal Frédéric Josias de Saxe-Cobourg-Saalfeld, qui libère Aix-la-Chapelle le lendemain.
Le 12 octobre 1794, nouvelle bataille et victoire des révolutionnaires français commandés par le général Jean-Baptiste Jourdan, contre une coalition prussienne et autrichienne sous les ordres du général François Sébastien de Croix de  Clerfayt.
Le nom d'Aldenhoven est mentionné sur l'Arc de Triomphe de Paris.
Dans Siersdorf, deuxième plus important quartier de la commune, se trouvent les ruines de l'ancienne commanderie de l'Ordre Teutonique, construite vers 1580, fort endommagée pendant la Seconde Guerre mondiale, et qui n'est pas restaurée.
L'église paroissiale catholique saint Jean le Baptiste, aussi partiellement détruite à la même époque, fut restaurée et agrandie. Le retable anversois tardif-gothique, les stalles et la feuille de jubé en bois sont remarquables.

## Économie
De 1952 jusqu'à 1992, l'employeur le plus important était la mine de charbon de houille "Emil Mayrisch" dans Siersdorf, laquelle avait plus de 4000 employés aux meilleurs temps. Peu après la fermeture de mines de charbon, la centrale électrique de houille présente à côté (150 MW) était aussi chômée et était interrompue. Ainsi la mine était l'une des dernières du bassin houiller d'Aix-la-Chapelle.
Depuis la fermeture de la mine de charbon, il y a désormais un domaine d'industrie et une zone industrielle à l'est d'Aldenhoven le long de l'ancienne route nationale 1. Sur l'ancien terrain de mines de charbon, une piste automobile d'essai et un morceau d'autoroute apparaissait à des fins cinématographiques, où est tournée, entre autres, pour la série Cobra11. Elle est simultanément les plus grands décors d'un film de l'Europe, appelée le "Film + Test de Location" (FTL). Le FTL est une autoroute imitée de 2,3 km de long, y compris l'accotement, ruban d'accélération et de retard, parking et bandes d'arrêts d'urgence. Les deux voies sont de 1,000 m chaque fois de long et sont séparées par un mur de béton de 81 cm de haut, l'un de l'autre. Avec les nœuds tournants aux deux fins de la rue, l'espace total fait 2,300 mètres. Le terrain est disponible pour des prises de vues de cinéma, buts de test et les fêtes populaires.
Dans la zone industrielle, se trouve la société Indeplastik, le plus grand fabricant allemand d'emballages pour l'industrie alimentaire.

## Distractions
Le Blausteinsee, (lac de la "pierre bleue" ) un lac artificiel sur le territoire de la ville voisine Eschweiler, est dû aux restes d'exploitation à ciel ouvert et rempli d'eau pluviale. Aujourd'hui, le lac sert d'excursion pour les villes voisines. Il est entouré par une large ceinture de verdure, dans laquelle les sentiers pédestres et équestres se trouvent séparés.

## Musée
Musée de l'exploitation minière de pierres et de charbon brun par l'association pour les traditions CHANCE Aldenhoven 1992 sans but lucratif, adresse: rue Dietrich-Mülfahrt 8 bis, 52457 Aldenhoven

## Transports

### Route
Aldenhoven se trouve sur la B 56 et de l'ancienne B 1 (aujourd'hui L136), et dispose d'une sortie "Aldenhoven" l'autoroute BAB 44.

### Autobus
Aldenhoven appartient au réseau de transport urbain d'Aix-la-Chapelle. Principal point de transport par autobus est "le marché d'Aldenhoven". La municipalité est reliée par autobus avec les communes voisines : Alsdorf (lignes 90, SB 11), Baesweiler (ligne 71), Cugnaux (ligne 6), Juliers (lignes 6, SB 11), Linnich (ligne 278).

### Voies ferrées
La voie ferrée de Aix-la-Chapelle-Nord vers Würselen, Alsdorf-Mariadorf et Aldenhoven pour Juliers est complètement fermée et démantelée. Le tracé en grande partie sert aujourd'hui de piste cyclable. Il existe encore un tronçon de l'ancienne mine de raccordement ferroviaire de Alsdorf sur Mariadorf après Siersdorf, mais sur lequel le trafic ne sera plus intense depuis la fermeture de la centrale de houille.

## Personnalités
- Franz Theodor Biergans (1768—1842)
- Ludwig Gall (1791—1863)
- Friedrich Lauchert (1863-1944), historien mort à Siersdorf.
- Wilhelm Prell (1875–1925)
- Franz Vit (1916—2005) (maire le plus longtemps en exercice)
- Jürgen Fliege : né en 1947, modérateur de Talk-show (Fernsehpfarrer), était durant les années 1977-1989 le pasteur protestant à Aldenhoven

## Divers
- Sous le collège se trouvent les locaux de l'ancien hôpital auxiliaire lui-même.
- Depuis novembre 2006, trois policiers occupent un nouveau commissariat de district de fonctionnaires d'Aldenhoven